# Nathampannai
Nathampannai es una ciudad censal situada en el distrito de Pudukkottai en el estado de Tamil Nadu (India). Su población es de 8915 habitantes (2011). Se encuentra a 4 km de Pudukkottai y a 61 km de Thanjavur.

## Demografía
Según el censo de 2011 la población de Nathampannai era de 8915 habitantes, de los cuales 4454 eran hombres y 4461 eran mujeres. Nathampannai tiene una tasa media de alfabetización del 85,81%, superior a la media estatal del 80,09%: la alfabetización masculina es del 91,90%, y la alfabetización femenina del 79,83%.